# Rudolf Schoeller
Rudolf Schoeller (Düren, Rajnska, Njemačka, 27. travnja 1902. – Grabs, St. Gallen, Švicarska, 7. ožujka 1978.) je bio švicarski vozač automobilističkih utrka. U Formuli 1 je nastupio na jednoj utrci za momčad Ecurie Espadon u Ferrarijevom bolidu, no nije uspio osvojiti bodove.

## Vanjske poveznice
- Rudolf Schoeller - Stats F1